# 久比夫卡
50°46′44″N 32°19′22″E / 50.77889°N 32.32278°E
久比夫卡（烏克蘭語：Дзюбівка），是烏克蘭北部的村莊，隸屬切爾尼希夫州的普里盧基區。該村始建於1700年，面積0.961平方公里，海拔高度152米，2001年人口142，人口密度每平方公里147.8人。